# Humberto Maturana
Humberto Romesín Maturana (Santiago del Cile, 14 settembre 1928 – Santiago del Cile, 6 maggio 2021) è stato un biologo e filosofo cileno.

## Biografia
Dopo il diploma del 1947 nel Liceo Manuel de Salas, inizia l'università nel 1948, studiando medicina e chirurgia all'Università del Cile presso la cattedra del prof. Gabriel Gasiç. Successivamente, a partire dal 1954, passa a studiare anatomia e neurofisiologia in Inghilterra, nell'University College di Londra, presso la cattedra del prof. John Zachary Young, con una borsa di studio della fondazione Rockefeller. Durante questo periodo e sotto la direzione di questo professore, inizia a considerare l'essere vivente non come un conglomerato di proprietà o componenti con valore funzionale, ma come entità dinamica autonoma in continua trasformazione in coerenza con le sue circostanze di vita. Considera suoi maestri Gustavo Hoecker in Cile e J. Z. Young in Inghilterra, che è uno dei pensatori che hanno influenzato anche il pensiero di Gregory Bateson. Nel 1956 è accettato all'Harvard University di Boston (USA) come candidato al Ph.D. in biologia. Consegue il PhD. nel 1958 con una tesi sulla struttura del nervo ottico della rana.
I suoi interessi principali riguardano in un primo momento la neuroanatomia e la fisiologia della visione. A questo interesse, per il quale pubblica numerosi lavori sperimentali, egli affianca un interesse biologico più generale relativo alla comprensione del modo di operare sistemico del sistema nervoso e l'organizzazione sistemica degli esseri viventi. Continua il suo lavoro sull'anatomia e la neurofisiologia della visione animale al Massachusetts Institute of Technology (MIT), insieme a Warren McCulloch, Walter Pitts e Jerome Lettvin, fino al 1960.
Nel 1960 torna in Cile, a Santiago, come secondo assistente per la Cattedra di Biologia della scuola di Medicina dell'Università del Cile, spostando i suoi interessi scientifici nel campo delle scienze del cervello, indagando il sistema biologico percettivo di alcuni animali e il modo in cui il cervello elabora l'informazione.
Nel 1965 fonda l'Istituto di Scienze e la Facoltà di Scienze dell'Università del Cile.
A Santiago organizza il Laboratorio di Epistemologia Sperimentale. Fonda l'Istituto de Formación Matríztica, dove lavora con Ximena Davila (cofondatrice e insegnante), sviluppando le dinamiche della matrice biologico-culturale dell'esistenza umana.
L'istituto tiene corsi di formazione in biologia-culturale per coloro che sono interessati ad approfondire le riflessioni dei professionisti che vi lavorano. L'istituto si propone di spiegare le esperienze dall'interno delle esperienze stesse, come una caratteristica propria del modo della vita umana (cultura) in un flusso e nell'intreccio di lingua e di emozione (conversare), che è il luogo umano dove tutto accade.
Il riscatto delle emozioni all'interno di una deriva culturale che le ha nascoste, per andare contro la ragione, è una delle aperture originali proposte da Maturana e dai suoi colleghi. Egli a un certo punto si rende conto che la deriva naturale degli esseri umani come esseri viventi è determinata da un fondamento emotivo. L'amore è l'emozione che sostiene e fonda l'umano, come fondamento della ricorrenza di incontri nell'accettazione dell'altro, gli altri come legittima alterità che dà luogo alla convivenza sociale e quindi alla possibilità di produrre linguaggi, elementi costitutivi della vita umana e solo di essa.
Nel 2008 viene avviato un accordo di collaborazione tra l'Istituto Matriztico e la Facoltà di Scienze umane e sociali presso l'Università Externado de Colombia (Bogotà) per realizzare una specializzazione in biologia sociale.
Dal 1969-70 è “visiting professor” all'università dell'Illinois, Urbana-Champaign, nel “Biological Computer Lab”, dove lavora a fianco di Heinz von Foerster e Francisco Varela.
Discutendo quotidianamente nel proprio laboratorio con un amico biologo, osserva che «il DNA partecipa alla sintesi delle proteine e le proteine a loro volta partecipano, come gli enzimi, alla sintesi del DNA», schematizza l'intuizione in un disegno circolare e da quel momento in poi descrive i sistemi viventi come sistemi circolari, autonomi e definiti.

Nel '70 riprende questa idea con l'amico José María Bulnes e arriva coniare la parola "autopoiesi", la quale segna il passaggio ad una caratterizzazione dell'essere vivente come sistema complesso che crea e produce sé stesso, organizzandosi come un'unità olistica, cioè come "risultato di un'azione sistemica autopoietica".
Nel periodo 1968-1970 pubblica i primi tre articoli importanti: "A biological theory of relativistic colour coding in the primate retina" (1968), "Neurophysiology of Cognition" (1970), e "Biology of Cognition" (1970). Da questi prende poi spunto la pubblicazione più famosa e discussa, scritta insieme a un vecchio studente e discepolo, anch'esso cileno, Francisco Varela, “Autopoiesi e Cognizione” (1980), apparsa inizialmente nel 1972 in Cile col titolo De Maquinas y Seres Vivos, nella quale viene sviluppato e divulgato il concetto di “autopoiesi”. Questa diventerà il fulcro teoretico di Maturana e Varela, sviluppato in “L'albero della conoscenza, le radici biologiche dell'esperienza umana” (1984).
Nel 1990 è nominato illustre figlio comune di Ñuñoa (Santiago, Cile). È anche nominato Dottore Honoris Causa presso la Libera Università di Bruxelles.
Nel 1992, insieme al biologo Jorge Mpodozis, propone l'idea innovativa di evoluzione della specie per deriva naturale, basata su un concetto neutralista. In tale visione l'evoluzione è conseguenza necessaria del modo in cui i membri di un lignaggio realizzano la propria autopoiesi e la conservano in modo transgenerazionale, il che dipende dalla loro storia di interazioni, le cui innovazioni portano alla diversificazione delle linee filetiche.
Nel 1994 ottiene in Cile il Premio Nazionale della Scienza, grazie alla sua ricerca nel campo della percezione visiva dei vertebrati e dei loro approcci sulla teoria della conoscenza.
Nel 2006 un incendio distrugge il suo laboratorio, presso la Facoltà di Scienze dell'Università del Cile, gestito da lui stesso insieme ai biologi e Jorge Mpodozis e Juan Carlos Letelier. Nonostante il grande dispiacere per i notevoli danni subiti dal suo laboratorio - che è stato anche il luogo di lavoro di Francisco Varela - afferma: "Le cose importanti stanno nei cuori e nelle menti. Che non sono bruciate". In seguito è professore di fisiologia presso l'Università del Cile, l'Università “Andres Bello”.
Influenzato anche da una riflessione della prima moglie María Montañez, ha sostenuto che nell'educazione occidentale «ai bambini viene insegnato a limitare la loro attenzione a un argomento alla volta; alle ragazze viene insegnato ad espandere la loro attenzione simultaneamente su molti argomenti». Inoltre, il maschio è educato a una vita rigida, dogmatica, frammentata e lineare.
Ringraziando la madre dell'educazione ricevuta, ha affermato di non avere la difficoltà tipicamente maschile a riconoscere le simultaneità e le interconnessioni causali dei fenomeni sensibili, e di riuscire a vedere il mondo circostante come sistema e come rete.

## Teoria autopoietica

### Macchine viventi e conoscenza
Humberto Maturana ha elaborato le sue teorie proseguendo il percorso già battuto da Gregory Bateson, Ludwig Wittgenstein col concetto di “concordanza delle forme di vita”, e significato come uso sociale, G.B. Vico con la sua teoria dei Corsi e Ricorsi, Paul Weiss con la nozione di Autoproduzione, e di molti altri. Ha trascorso la sua carriera affinando queste teorie attraverso un programma di ricerca biologica nel suo laboratorio di Santiago del Cile (sulla cui entrata è scritto “Laboratorio sperimentale di epistemologia”).
Intorno al 1970-71, nel saggio “De Máquinas y Seres Vivos”, sviluppa il concetto biologico di Autopoiesi (il termine autopoiesi fu inventato da Maturana parlando con suo amico del dilemma di don Chisciotte che consisteva nello scegliere tra il sentiero delle armi praxis e quello delle lettere poiesis). Gli esseri viventi sono considerati sistemi (operativamente) chiusi, ossia reti circolari di produzione di componenti, che sono processi prodotti attraverso le loro interazioni con la stessa rete che li ha prodotti e che specifica i loro limiti, mantenendo al contempo aperto e regolato lo scambio di materia e di energia con l'esterno. Così gli esseri viventi sono un particolare tipo di macchine (auto-poietiche), che si distinguono da altre (etero-poietiche) per la loro capacità non tanto di autoregolazione, quanto di autoproduzione dei componenti che le specifica, e i componenti non sono parti ma processi.
Dunque, insieme a Varela, elabora l'idea che gli esseri viventi possano essere classificati come “macchine autopoietiche”, ovvero una particolare classe di macchina che “...produce continuamente se stessa, per mezzo di produzione continua e ricambio dei suoi componenti, quello che caratterizza gli esseri viventi è quello che si perde nel fenomeno della morte”. L'impostazione rimane in questo senso “meccanicista” (quindi fondamentalmente deterministica), nel senso che rinuncia ad una spiegazione di tipo teleologico dei sistemi viventi, i quali vengono ora spiegati in termini di relazioni e non in termini di finalità, né delle proprietà dei loro componenti. L'altro punto importante è che i componenti di una macchina autopoietica non sono oggetti o elementi fisici statici o individuali, ma processi (es. le reti metaboliche della cellula).
Da questa definizione di “essere vivente”, si estrinseca il concetto più ampio di “cognizione”. La cognizione non è più una “funzione” del vivente, purchessia complessa, ma è il vivente stesso. Questo concetto verrà sintetizzato nella formula “vivere è conoscere”. A questo punto si crea un cortocircuito inevitabile tra teoria della conoscenza, teoria della scienza (epistemologia) e la scienza biologica stessa. Tanto che Maturana arriverà a parlare di “Biologia della conoscenza”.
Nella seconda opera “El Árbol del Conocimiento”, di nuovo insieme a Varela, punta a rivelare le basi del processo di apprendimento umano da una prospettiva biologica. La risposta traguardata in questo lavoro viene dalla cibernetica del secondo ordine (in cui un sistema è considerato non in sé stesso, ma come facente parte di un sistema di ordine superiore), cioè la scienza che si occupa dello studio delle relazioni dell'organizzazione che devono mantenere i componenti di un sistema, per esistere autonomamente entro un sistema superiore in cui l'osservatore è un elemento costitutivo. E fu la conseguenza del "... sorgere del problema della conoscenza, non dal punto di vista del sistema nervoso come lo avevamo posto, ma secondo la prospettiva di un operare biologico complessivo dell'essere vivente.", "decisi – scrive Maturana - di prendere in considerazione quali procedimenti dovevano avvenire entro l'organismo durante la cognizione, considerando in questo modo la stessa cognizione come un fenomeno biologico".. Nello stesso lavoro comincia a sviluppare le implicazioni che questo approccio comporta nei fenomeni sociali, nella coscienza e nella lingua.
Il risultato di tutte queste idee si condensa in una conclusione decisamente innovativa, per cui vita e cognizione sono la stessa cosa: vivere è conoscere.

### Evoluzione per deriva naturale
Tra i vari concetti che vengono aperti dall'orizzonte autopoietico, spicca quello di Deriva Naturale. Esso non è originale nelle conclusioni (in linea con le concezioni attuali), ma lo è per il fatto che queste conclusioni sono il portato naturale (deterministico) della teoria autopoietica. La conclusione è che non è necessaria una direzionalità esterna per generare la diversità delle forme di vita e la complementarità (structural coupling) fra organismo e ambiente che vediamo; tanto meno è necessaria una tale guida per spiegare la direzionalità delle variazioni in una linea evolutiva, né si deve pensare che si stia ottimizzando una qualche qualità specifica degli esseri viventi. La varietà dei viventi e la loro storia filetica è semplicemente la conseguenza deterministica del processo autopoietico, quindi dell'accoppiamento strutturale che esso comporta, e quindi dell'intersezione di più autopoiesi. Maturana (e Varela) reinterpretano quindi non solo il concetto di Evoluzione, ma anche il concetto di “filogenesi”.

### Il costruttivismo e le nozioni di realtà, oggettività e multiverso
La teoria autopoietica produce ricadute anche nell'ambito gnoseologico, ovvero nella teoria della conoscenza. Inizialmente produce evidenza sperimentale che corrobora l'idea secondo cui la realtà è una costruzione consensuale della comunità o contesto in cui il soggetto agisce (attraverso le sperimentazioni sulla fisiologia della visione). La nozione di "oggettività", a questo punto, deve essere sostituita da quella di “oggettività tra parentesi”, e quella di “oggettivismo” con quella di "costruttivismo". Alcuni critici tentano di ridurre il costruttivismo a una forma sofisticata di relativismo soggettivo (la realtà dipende dall'osservatore), o idealismo di sorta (la realtà è una costruzione in qualche modo arbitraria). In realtà il costruttivismo di Maturana non ha nulla a che vedere con nessun idealismo o relativismo precedenti. Non si tratta di una confutazione dell'oggettività della conoscenza umana. Al contrario si tratta di inquadrare l'oggettività nel suo contesto di origine, sottraendola alla vecchia metafisica oggettivista. Il contesto d'origine non è nient'altro che l'origine della conoscenza, dunque l'accoppiamento strutturale (structural coupling) del vivente, una nozione decisiva nella teoria autopoietica. Poiché la conoscenza è il vivente stesso, l'oggettività non è che il particolare modo di vivere dell'essere umano in quanto entità biologica.
L'essere umano per sua natura non è in grado di distinguere nell'esperienza fra illusione, allucinazione e percezione, fatto che pone un punto di domanda su qualsiasi certezza sensoriale. La distinzione giunge sempre da un criterio di giudizio non esperienziale impiegato dall'osservatore o da terzi. La nozione di "oggettività senza parentesi" è quella di molte tradizioni filosofiche che affermano che vi sia un dominio di esistenza indipendente dall'osservatore che le distingue (Dio, l'anima, lo spirito, le idee, la materia, l'energia), e questa esistenza indipendente è la verità. Tale dominio indipendente è anche chiamato universo, ed è il riferimento ultimo per la validazione scientifica di qualsiasi proposizione. Maturana nega questa concezione, a favore dell'"oggettività in parentesi" che coimplica un multiverso: i domini di esistenza (universi) e i domini di verità dipendono dall'osservatore e sono tanti quante le distinzioni che questi opera.
Il linguaggio non può superare il proprio limite e descrivere entità indipendenti, in quanto tutte le interazioni linguistiche nella comunità degli osservatori hanno luogo per tramite delle proprietà dei componenti che li qualificano come sistema vivente, ed entro i limiti della loro reciproca esperienza ed esistenza con l'ambiente circostante. Mettendo l'oggettività in parentesi, si accetta che la distinzione fra illusione e realtà non preesista e non sia la proprietà di oggetti indipendenti dagli osservatori. In modo analogo, la similarità è un'impressione del singolo che l'osservatore trae dalle distinzioni operate nel proprio dominio di esistenza. Ogni distinzione indica un dominio di esistenza come un dominio di possibili distinzioni. Se non si spinge a negare l'esistenza di un sostrato (linguistico e materiale) nel quale tutto avviene, afferma che esso è vuoto, niente esiste in esso in modo indipendente dall'osservatore: per riconoscerlo come un'entità composita fatta di oggetti, entità o proprietà, sono necessarie le distinzioni linguistiche degli osservatori. Queste derivano da loro azioni coordinate, consensuali e ricorsive nel rispettivo dominio di esistenza. Ciò in particolare esclude l'esistenza della materia e del tempo come dimensioni indipendenti di uno spazio fisico: «senza gli osservatori nulla può essere detto, spiegato, affermato... infatti, senza l'osservatore niente esiste, perché l'esistenza è specificata nell'operazione di distinzione dell'osservatore. Per motivi epistemologici cerchiamo un substrato che dia una giustificazione indipendente e ultima, o verifica di riconoscibilità, ma per motivi ontologici, tale sostrato rimane oltre il nostro raggio di osservatori».
Da questa ricomprensione della relazione tra scienza e conoscenza, Maturana riclassifica anche le sue ricerche col nome di “epistemologia sperimentale”. Essa si condensa nella tesi per cui la realtà è un'esperienza dell'osservatore che spiega - per così dire - a sé stesso l'esperienza del "sé stesso" da quella del "non sé stesso". Come si esprime nel suo stesso linguaggio criptico Maturana: "Il sé nasce linguisticamente nella ricorsività linguistica che costruisce l'osservatore come entità spiegandone il funzionamento entro un dominio di distinzioni consensuali. L'autocoscienza nasce linguisticamente nella ricorsività linguistica che costruisce la distinzione del sé come entità quando spiega il funzionamento dell'osservatore che, in un dominio consensuale di distinzioni, distingue il sé da altre entità. Dunque la realtà sorge insieme con l'autocoscienza linguisticamente come spiegazione della distinzione tra sé e non-sé nella prassi dell'osservatore. Il sé, l'autocoscienza e la realtà esistono nel linguaggio come spiegazione dell'esperienza immediata dell'osservatore."
A fronte di questa concezione il concetto di oggettività (Universo) è stato sostituito da Maturana con quello di “Oggettività tra parentesi” (Multiversum), termine che indica come la "realtà" sia un percorso cognitivo (universo) ritagliato all'interno di altri percorsi cognitivi possibili (multiversi), che spiega la prassi dell'osservatore e pone dunque tra parentesi la pretesa di un'oggettività da descrivere indipendentemente da chi la osserva Questo “ritaglio” tuttavia non è un'opzione del vivente, ma è quel vivente stesso, la sua struttura biologia in accoppiamento strutturale col suo medium. Il vivente pertanto non è né un soggetto creatore (idealismo), né la conoscenza prodotta dal vivente è per il vivente stesso relativa (relativismo).
Questa impostazione di base porterà Maturana a sviluppare le sue teorie in aree anche molto diverse come l'educazione, la psicologia e la politica, e in opere come per esempio:
- Emociones y Lenguaje en Educación y Política (Ediciones Pedagógicas Chilenas, 1990).
- El Sentido de lo Humano (Hachette Comunicaciones, 1991).
- Desde la Biología a la Psicología (Editorial Synthesis, 1993).
- La Realidad ¿Objetiva o Construida? (Editorial Anthopos, 1996).

Volumen I: Fundamentos Biológicos de la Realidad.
Volumen II: Fundamentos Biológicos del Conocimiento
- Biología del Emocionar y Alba Emoting (Ediciones Dolmen, 1996)
- Transformación en la Convivencia (Dolmen Ediciones, 1999).

Le sue tesi hanno stimolato la comunità scientifica a un ripensamento della vecchia idea: la scienza non ha bisogno del presupposto di una realtà oggettiva (ciò che egli chiama ontologia dell'osservatore). Tutto ciò che è detto è detto da un osservatore ad un altro che può essere lo stesso.
Il suo orientamento epistemologico lo mette vicino ai costruttivisti radicali come Heinz von Foerster, Jean Piaget, Ernst von Glasersfeld, tuttavia egli intende collocarsi entro una cornice deterministica, non credendo che un sistema sia in grado di specificare una molteplicità di mondi.

## Opere
- 1959, Maturana, Lettvin, J. T., H. R., McCulloch, W. S., Pitts, W. H. What the frog's eyes tells the frog's brain? in: Proc. Inst. Radio Engr. 47 (11): 1940- 1951, (1959).
- 1972, Maturana, F.G. Varela, De máquinas y seres vivos, Santiago, Chile: Editorial Universitaria. English version: Autopoiesis: the organization of the living in Maturana, H. R., and Varela, F. G., 1980. Autopoiesis and Cognition, Dordrecht, Netherlands: Reidel.
- 1973, Maturana, Varela, De máquinas y seres vivos, ISBN 956-11-1814-9.
- 1978, Maturana, Biology of language: The epistemology of reality, in Miller, George A., and Elizabeth Lenneberg (eds.), Psychology and Biology of Language and Thought: Essays in Honor of Eric Lenneberg. Academic Press: 27-63.
- 1980, Maturana, F. J. Varela, Autopoiesis and Cognition: The Realization of the Living.
- 1980, Maturana, Man and society in Benseler, Hejl, and Köck: 11-32.
- 1982, Maturana, Erkennen: Die Organisation und Verkörperung von Wiklichkeit. Wiesbaden: Friedrich Vieweg & Sohn Braunschweig.
- 1984, Maturana, Varela, El árbol del conocimiento, ISBN 978-9870003588
- 1987, Maturana, F. J. Varela. The Tree of Knowledge: The Biological Roots of Human Understanding. Boston: Shambhala. ISBN 0-87773-373-2
- 1987, Maturana, Ontología de la realidad.
- 1988, Maturana, Ontology of Observing, The biological foundations of self-consciousness and the physical domain of existence Archiviato il 20 febbraio 2017 in Internet Archive., Conference Workbook: Texts in Cybernetics, American Society For Cybernetics Conference, Felton, CA. 18-23 October, 1988.
- 1988, Maturana, Reality: The Search for Objectivity or the Quest for a Compelling Argument[collegamento interrotto], The Irish Journal of Psychology 9: 25-82.
- 1990, Maturana, Emociones y Lenguaje en Educación y Política Archiviato il 20 febbraio 2017 in Internet Archive..
- 1991, Maturana, The origin of the theory of autopoietic systems, in Fischer, H. R. (ed.), Autopoiesis. Eine Theorie im Brennpunkt der Kritik. Frankfurt: Suhrkamp Verlag.
- 1991, Maturana, Sima Nisis de Rezepka El Sentido de lo Humano, Ed. J. C, Saez ISBN 9567802343.
- 1993, Maturana, Gerda Verden-Zöller Amor y Juego. Fudamentos olvidados de lo humano Ed. Insituto de Terapia Cognitiva ISBN 9567344019
- 1993, Maturana, Desde la Biología a la Psicología, ISBN 956733501-X.
- 1995, Maturana, La Realidad ¿Objetiva o Construida?, Anthropos. ISBN 8476584830.
- 1996, Maturana, G. Verden-Zöller, Biology of love, in Opp, G., and F. Peterander, F. (eds.), Focus Heilpadagogik. Munchen/Basel: Ernst Reinhardt.
- 1996, Maturana, Biología del Emocionar y Alba Emoting
- 1997, Maturana, Metadesign Archiviato il 16 giugno 2021 in Internet Archive.
- 1992, Maturana, Objetividad: un argumento para obligar, ed. Comunicaciones Norense, ISBN 9567802319
- 1999, Maturana, Autopoiesis, Structural Coupling and Cognition.
- 2000, Maturana, Jorge Mpodozis. El origen de las especies por medio de la deriva natural. Archiviato il 20 febbraio 2017 in Internet Archive. Rev. chil. hist. nat.,73, 2, 261-310. ISSN 0716-078X (ibidem 1992. Dir. de Bibl. Archivos y Museos. Ed. Universitaria).
- 2004, Maturana, Transformación en la Convivencia, Comunicaciones Norense LTDA, ISBN 9567802297
- 2005, Maturana, Bernhard Pörksen Del ser al Hacer: los orígenes de la biología del conocer[collegamento interrotto] (Traducción de 2002 Vom sein zum Tun Carl-Auer-Systema Verlag ISBN 3896702882).

## Opere in italiano
- Maturana H. e Francisco Varela, Autocoscienza e Realtà, Raffaello Cortina Editore, Milano, 1993. ISBN 978-8870782660.
- Maturana, H.R., Varela, F.J., 1985, Autopoiesi e cognizione. La realizzazione del vivente, Venezia, Marsilio [Autopoiesis and Cognition. The Realization of the Living, 1980]
- Maturana, H.R., Varela, F.J., 1987, L'albero della conoscenza, Milano, Garzanti [El árbol del conocimiento, 1984]
- Maturana, H.R., Varela, F.J., 1992, Macchine ed esseri viventi, Roma, Astrolabio-Ubaldini Editore, ISBN 9788834010617 [De maquinas y seres vivos, 1972]
- Maturana, H.R, D'Avila, X., 2006, Emozioni e linguaggio in educazione e politica, Milano, Eleuthera ["Emociones y lenguaje en educaciòn y polìtica"]